# Saicourt
Saicourt är en ort och kommun i distriktet Jura bernois i kantonen Bern, Schweiz. Kommunen har 618 invånare (2023).
I kommunen finns även byarna Bellelay och La Fuet.